# دوري آزادغان 2008–09
دوري آزادغان 2008–09 هو موسم من دوري آزادغان. فاز فيه نادي ستيل آذين.